# 捣练子
《捣练子》，词牌名，又名《捣练子令》。单调二十七字，五句、三平韻。又一體，雙調三十八字，前後闕各五句、三平韻。

## 词牌格式
註：
平表示平聲，
仄表示仄聲，
仄表示本仄可平，
平表示本平可仄，粗體表示韻腳。

### 二十七字體
单调，二十七字，五句、三平韻。

平仄仄，仄平平。仄仄平平仄仄平。平仄仄平平仄仄，仄平平仄仄平平。

- 例词：李煜

深院靜，小庭空。斷續寒砧斷續風。無奈夜長人不寐，數聲和月到簾櫳。

### 三十八字體
雙調，三十八字，前後闕各五句、三平韻。
平仄仄，仄平平。仄平平仄仄平平。仄平平，仄仄平。
平仄仄，仄平平。平平仄仄仄平平。仄平平，仄仄平。
- 例词：李石

心自小，玉釵頭。月娥飛下白蘋洲。水中仙，月下遊。
江漢佩，洞庭舟。香名薄倖寄青樓。問何如，打拍浮。